# 布蘭奇 (密蘇里州康登縣)
布蘭奇（英語：Branch）是位於美國密蘇里州康登縣的非建制地區。

## 歷史
布蘭奇的郵局於1899年設立，其後於1968年停運。

## 地理
布蘭奇所處的海拔為高於海平面337米（即1106英呎），而該地所採用的時區為UTC-6，即北美中部時區（CST）。同時該地設有夏令時間，為UTC-6調快一小時，即UTC-5（CDT）。